# Ruda (Silésie)
Pour les articles homonymes, voir Ruda.
Ruda est une localité polonaise de la gmina de Kuźnia Raciborska, située dans le powiat de Racibórz en voïvodie de Silésie.